# Кефтеницы
Кефтеницы — деревня в составе Шуньгского сельского поселения Медвежьегорского района Республики Карелия.

## Общие сведения
Деревня расположена на берегу Онежского озера в исторической области Заонежье. Дома в деревне стоят вдоль береговой линии фасадами к берегу озера.
Деревня Кефтеницы упоминается в писцовой книге 1496 года.

## Достопримечательности
Главная достопримечательность деревни — деревянная часовня Георгия Победоносца (предположительно построена в 1650 году). Часовня имеет статус памятника федерального значения. В 2008—2011 годах проведены реставрационные работы.

## Население
Численность населения в 1905 году составляла 194 человека.
| 2002 | 2010 | 2013 |
| ---- | ---- | ---- |
| 8    | ↘2   | →2   |

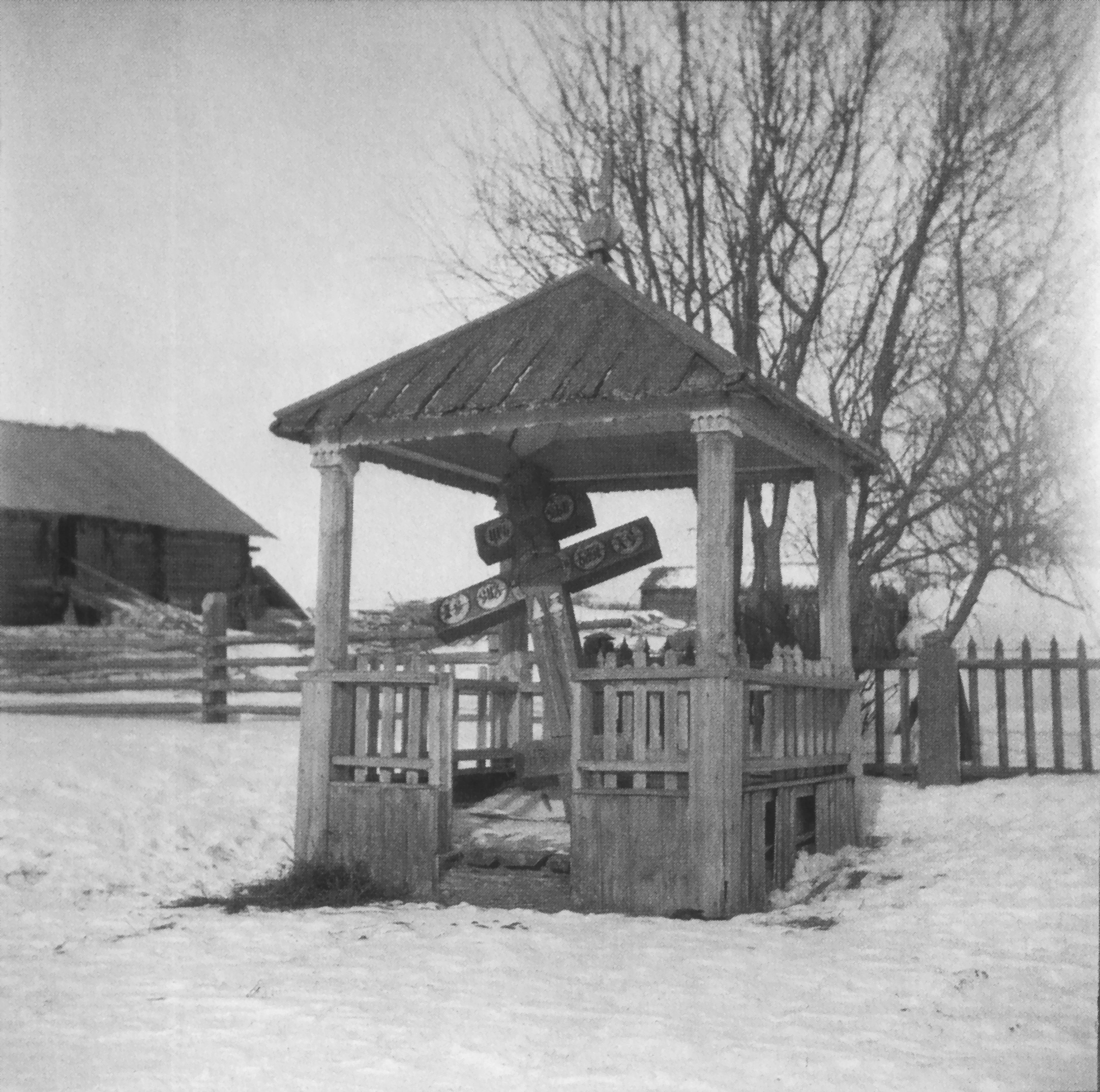
Поклонный крест под навесом в центре деревни, на восточной обочине дороги в 1944 году